# Mallosia graeca
Mallosia graeca là một loài bọ cánh cứng trong họ Cerambycidae.